# Dolmen de Beauregard
Le dolmen de Beauregard, appelé aussi dolmen de Béloire, est situé à Meschers-sur-Gironde, dans le département de la Charente-Maritime en France.

## Description
Découvert en 1840, le dolmen fut en partie démantelé en 1870 pour récupérer des pierres destinées au pavage. L'édifice est mentionné dans plusieurs publications à la fin du XIXe siècle et début XXe siècle. Les vestiges furent déplacés en 1955 de leur site d'origine et transportés à leur place actuelle. La table de couverture mesure près de 3 m de long pour 0,65 m d'épaisseur. Elle repose désormais sur plusieurs dalles. Tous les éléments sont en poudingue.